# Obie Trice
Pour les articles homonymes, voir Trice.
Obie Trice (né le 14 novembre 1977 à Détroit, dans le Michigan), est un rappeur américain. Il a été artiste du label Shady Records d'Eminem. Après son départ, Trice lance son propre label, Black Market Entertainment.

## Biographie

### Jeunesse et débuts
Obie Trice III est né à Détroit, dans le Michigan, et a grandi au sud-ouest des régions de Schoolcraft et de Greenfield. Très jeune, il est influencé par des rappeurs comme Biz Markie, Big Daddy Kane, Rakim ou encore Redman. À 11 ans, il pose ses premières rimes sur des beats de N.W.A, Run–DMC ou encore Big Daddy Kane grâce à une machine à karaoké pour enfant que lui avait acheté sa mère. À 14 ans il assiste déjà à des battles, notamment tous les samedis après-midi dans un endroit appelé The Hip Hop Shop (salle tenue par Proof).
Obie Trice se nomme initialement Obie 1 avant de rencontrer Proof et de se renommer Obie Trice. Trice est présenté à Eminem par le rappeur Bizarre, membre de D12. Par la suite, Trice reçoit un appel de son manager l'informant avoir pris rendez-vous avec Eminem, et partent ensemble à un concert de Kid Rock.

### Shady Records etCheers(2000–2004)
Trice signe officiellement au label Shady Records en 2000. Il se popularise auprès du grand public grâce à un freestyle sur l'album Devil's Night de D12, suivi par la phrase « Obie Trice-real name, no gimmicks », issue du premier single de l'album The Eminem Show intitulé Without Me, et de la chanson Drips. Plus tard en 2002, Obie participe à la bande-son du film 8 Mile.
Le premier album de Trice, Cheers, est publié le 23 septembre 2003 qui contient son premier single Got Some Teeth bien accueilli sur les chaînes de radio internationales. Le single atteint la 45e place du Billboard Hot 100, et la huitième place des classements britanniques en 2003. Il publie aussi les singles The Set Up et Don't Come Down. L'album contient 17 chansons, produites par Eminem, Dr. Dre, Timbaland, Mike Elizondo, Emile Haynie, Fredwreck et Mr. Porter. Les artistes qui contribuent à l'album incluent Busta Rhymes, Eminem, 50 Cent, Lloyd Banks, Dr. Dre, Nate Dogg, D12, Tony Yayo et Timbaland. L'album est finalement certifié disque de platine par la RIAA.

### Second Round's on Meet incident (2005–2010)
En 2005, Trice se lance dans son second album, Second Round's on Me, qui sera publié le 15 avril 2006. Après la publication de Second Round's on Me, il publie une mixtape intitulée Bar Shots avec DJ Whoo Kid de la G-Unit. Peu après, son collègue Proof est tué par balle dans un club de nuit à Détroit ; une mixtape dédiée au rappeur Ride Wit Me est publiée. À l'enterrement de Proof, Trice s'exprime en ces termes : « Je m'adresse à tous ceux du quartier, et qui sont en grande difficulté. On se tue les uns les autres, et pour rien. Pour rien. Pour rien. On meurt tous... pour un rien. »
Le 31 décembre 2005, Trice est visé par arme à feu sur Wyoming Avenue à Détroit. L'une des balles lui touche la tête. Trice réussit à sortir de l'autoroute, puis est emmené au Providence Hospital. Les docteurs ne peuvent extraire la balle qui s'est logée dans sa tête sans toucher d'organes vitaux.
Dans le single Cry Now extrait de son second album, Trice parle de cet incident, et du retrait présumé d'Eminem avec sa phrase Rock City is my voice / The white boy has stepped down / So I will accept the crown. En juin 2008, Obie Trice quitte Shady Records à cause de campagne publicitaire insuffisante selon l'artiste. Une rumeur se propage selon laquelle Trice s'en serait pris à Eminem et au label dans sa chanson The Giant, ce qui est tout de suite démenti. Le 15 décembre 2009, Trice et MoSS publient la compilation Special Reserve, produit par la société de production Works of Mart de DJ Premier.

### Black Market Entertainment (depuis 2010)
Le 22 avril 2010, Rap Basement rapporte le lancement d'un nouveau label, Black Market Entertainment, le 7 mai, par Trice. Le label serait dirigé par Universal. Le 4 mai, Trice confirme la participation d'Eminem à son prochain album, Bottoms Up.
Le 24 août 2010, Trice publie un nouveau street single, My Time 2011, issu de Bottoms Up sur Myspace ; la chanson est produite par Geno XO. Le clip est publié le 22 mars 2011 ; la tournage est effectué par Black Market Ent. Launch Party. Le 2 septembre 2010, Trice annonce présenter le concert The Black and White après la tournée The Home and Home d'Eminem et de Jay-Z au Comerica Park (la même nuit), au Goodnight Gracie's ; entre 21 h et 2 h du matin.
Le 5 avril 2011, un nouveau street single de Trice, Learn to Love, est publié. Bien que les paroles aient changées, il s'agit d'une version remixée de sa chanson Haters, issue de sa mixtape Bar Shots. Le 2 août 2011, Obie Trice tweete OFFICIAL RELEASE DATE FOR "BOTTOMS UP" 10-25-11, un message qui confirme la date de sortie de son prochain album pour le 25 octobre 2011. Le premier single officiel issu de Bottoms Up, Battle Cry en featuring avec Adrian Rezza et produit par Lucas Rezza,est publié sur iTunes le 23 août 2011. Le 3 avril 2012, Bottoms est publié. Le 7 mai 2012, près d'un mois après la publication de l'album, Trice publie une nouvelle chanson issue de sa future mixtape The Hangover intitulée Get Rich Die Tryin avec Bilal.
Le 1er août 2012, Trice annonce travailler sur un album également intitulé The Hangover, qui devrait contenir trois chansons produites par Warren G. Le 15 juin 2015, Obie Trice publie le premier single Good Girls issu de son quatrième album The Hangover, qui sort en août 2015.
En 2016, il repousse la date de sortie de son album.

## Discographie

### Albums studio
- 2003 : Cheers
- 2006 : Second Round's on Me
- 2012 : Bottoms Up
- 2015 : The Hangover
- 2019 : The Fifth

### Compilation
- 2009 : Special Reserve

### Collaborations et apparitions
- 2001 : Obie Trice (Skit) feat. D12, sur l'album Devil's Night
- 2001 : The Dodo feat. The Kon Artis, sur l'album Shithappens
- 2002 : Drips feat. Eminem, sur l'album The Eminem Show
- 2002 : Love Me feat. Eminem et 50 Cent, sur l'album 8 Mile Soundtrack
- 2002 : Adrenaline Rush, sur l'album 8 Mile Soundtrack
- 2002 : Rap Name feat. Eminem, sur l'album 8 Mile Soundtrack-Deluxe Edition
- 2003 : Go To Sleep feat. DMX et Eminem, sur la bande-son d'En sursis
- 2003 : No Coast All Stars feat. Baby Blak et Planet Asia, sur l'album Once You Go Blak
- 2003 : Situations feat. King Gordy, sur l'album The Entity
- 2004 : Loyalty feat. D12, sur l'album D12 World
- 2004 : Spend Some Time feat. Eminem, Stat Quo et 50 Cent, sur l'album Encore
- 2004 : Hennessey feat. 2Pac, sur l'album Loyal to the Game
- 2005 : 72nd E Central feat. Proof et J-Hill, sur l'album Searching for Jerry Garcia
- 2005 : Doctor Doctor feat. Bizarre, sur l'album Hannicap Circus
- 2005 : Drama Setter feat. Tony Yayo et Eminem, sur l'album Thoughts of a Predicate Felon
- 2005 : It Has Been Said feat. The Notorious B.I.G., P. Diddy et Eminem, sur l'album Duets: The Final Chapter
- 2006 : War feat. Trick-Trick, sur l'album The People vs.
- 2008 : Switched Up feat. Dina Rae, sur l'album Trouble Soon
- 2009 : Success (remix) feat. Jay-Z, Nas, Royce da 5'9" et AZ

## Filmographie
- 2002 : 8 Mile : un rappeur sur le parking
- 2005 : Hip-Hop Honeys
- 2007 : Life Goes On : Big Pimpin